# Pelteobagrus
Pelteobagrus — рід риб родини Bagridae ряду сомоподібних. Має 4 види. Інша назва «сом-батіг».

## Опис
Загальна довжина представників цього роду коливається від 4 до 100 см. Голова широка, сплощена зверху, вкрита товстою шкірою. Морда округла. Очі маленькі. Вуса помірно короткі. Тулуб в області грудних плавців кремезний, більша частина вузька. Уздовж бокової лінії є численні пори. Спинний плавець низький, з короткою основою. Жировий плавець довгий, товстий. Грудні плавці помірно широкі. Деякі види за допомогою грудних плавців можуть видавати гучне рипіння, що нагадує удар батога. За це отримали свою другу назву. Анальний плавець доволі високий, помірно довгий. Хвостовий плавець широкий, трохи розрізаний.
Забарвлення коричнювате, сіре або сталеве з різними відтінками.

## Спосіб життя
Є демерсальними рибами. Воліють спокійні ділянки річок з піщаним або мулистим ґрунтом. Озерні види полюбляють знаходиться на зрізі берегової рослинності і відкритої води. Не здійснюють міграцій, є територіальними сомами. Активні вночі. Живляться водними безхребетними і мальками риб.

## Розповсюдження
Мешкають у водоймах північного Китаю, Корейського півострова, Японії, Уссурійського та Приморського краю (Російська Федерація).

## Види
- Pelteobagrus eupogon
- Pelteobagrus intermedius
- Pelteobagrus tonkinensis
- Pelteobagrus ussuriensis